# Казахи в Монголии

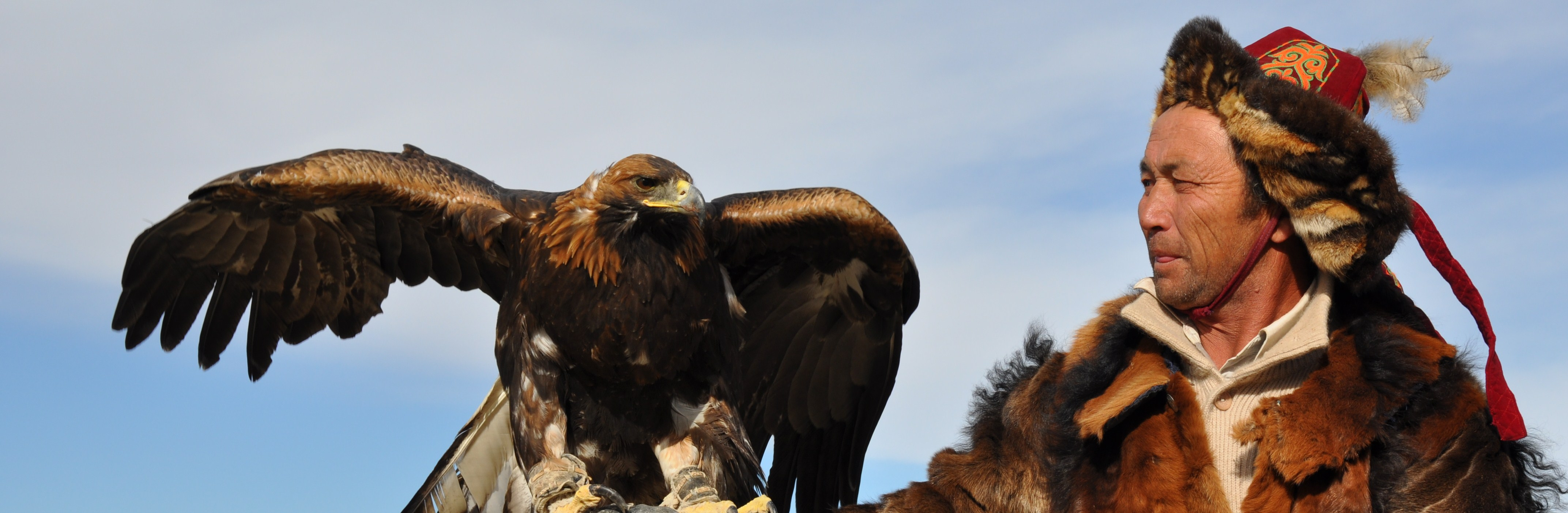
Казахский охотник с беркутом (Баян-Улгий, Монголия)

Казахи в Монголии (монг. Монгол дахь казахууд, каз. Моңғолиядағы қазақтар) — жители Монголии казахского происхождения. Являются вторым по численности этносом страны и крупнейшим национальным меньшинством. Численность казахов в Монголии по результатам переписи 2010 года составила 101 526 человек (3,8% населения страны). Большая часть монгольских казахов проживает на территории Западной Монголии в аймаках Баян-Улгий (88,7 % населения) и Ховд (11,5 %), а также в столице Улан-Баторе.

## История
Основная группа казахов, расселившихся в западной части Монголии, были кереи подразделения абак. Большинство из них прибыло на эту территорию из Синьцзяна в 60-70-е годы XIX века. Основные причины переселения были напрямую связаны с восстаниями тайпинов (1850—1864) и дунган (1862—1878) в Китае. С целью разрешения земельных проблем восставших китайское правительство прибегло к политике «освоения новых земель». Оно коснулось и кочевий казахов в Синьцзяне. Здесь начали появляться земледельцы из числа дунган и китайцев. Оказавшаяся без земли часть казахов была вынуждена мигрировать в Монголию. То есть, внутренняя нестабильность в крае способствовала массовому переходу казахов через Монгольский Алтай. «Мусульманское восстание в Западном Китае было выгодным для воинственных казахов-киреев. Они перешли реку Кыран, перевалили через Алтайские горы и заняли урянхайские земли до Булгына и Саксая», — пишет путешественник Г. Е. Грумм-Гржимайло. Предводителями переселенцев стали Жылкышы Актайулы (1820—1890) и Кобеш Айтбайулы (Кобеш-батыр) (1802—1888).
В период Богдо-ханской Монголии казахи составляли 6—8 % от всего населения страны.

## Численность и расселение
Численность казахов в Монголии по результатам переписи 2010 года составила 101 526 человек (3,86% населения страны), по данным промежуточной переписи населения 2015 года 117,8 тыс. чел. (3,85% населения Монголии). Казахи проживают на территории 21 края Монголии, в 181 населенном пункте, главным образом в Западной Монголии. Наибольшей их концентрацией отличаются аймаки Баян-Улгий (88,7 % населения) и Ховд (11,5 %). Казахи также составляют 90% населения 4-го микрорайона Налайхского района Улан-Батора.Сохраняется довольно высокий естественный прирост населения, несмотря на то что часть казахов репатриировалось в Казахстан, высокий естественный прирост казахов не только компенсировал потери, но и даже превысил его.
| 1956   | %    | 1963   | %    | 1969   | %    | 1979   | %    | 1989    | %    | 2000    | %    | 2010    | %    | 2015    | %    |
| ------ | ---- | ------ | ---- | ------ | ---- | ------ | ---- | ------- | ---- | ------- | ---- | ------- | ---- | ------- | ---- |
| 36 729 | 4,34 | 47 735 | 4,69 | 62 812 | 5,29 | 84 305 | 5,48 | 120 506 | 6,06 | 102 983 | 4,35 | 101 526 | 3,86 | 117 752 | 3,85 |

Монгольские казахи в большинстве своём ведут кочевой образ жизни и занимаются преимущественно скотоводством.

## Религиозная принадлежность
Согласно переписи населения 2020 года, 15,3 % казахов являются атеистами, 96,7 % всех религиозных казахов исповедуют ислам, буддизм исповедуют 1,3 %, 1,6 % — другие верования.

## Репатриация
В рамках программы репатриации, из Монголии в Казахстан в 90-е годы переехало до 20 000 казахских семей. Поскольку монгольские казахи пользуются кириллицей, они обычно также знакомы с русским языком, а потому в целом интегрируются в Казахстане лучше китайских или иранских казахов, но хуже, чем казахские выходцы из стран СНГ (Узбекистан, Туркменистан). Именно монгольские казахи стали первыми «оралманами» в Казахстане в 1991 году, расселившись на территории Талды-Курганской области.
По данным монгольской стороны за 20 лет (с 1995 по 2015) гражданство Казахстана получили 40 тыс. монгольских граждан.

## Образование
В девять часов вечера в Монголии выходит час радионовостей на казахском языке. По телевидению показывают некоторые Казахстанские каналы. Казахские школы в Монголии в основном существуют в Баян-Улгийском аймаке, где многие предметы преподаются на казахском языке. В остальных районах Монголии, казахский язык в основном преподаётся внутри семей. В местах дисперсного расселения казахов наблюдается их частичная монголизация. В аймаке издаётся казахскоязычная газета «Жаңа өмір» (Новая жизнь).